# Zwielichtige Pfade
Zwielichtige Pfade ist der zehnte von vierzehn Romanen (in der deutschen Erstausgabe sind es 37) in der High-Fantasy-Saga Das Rad der Zeit des US-amerikanischen Autors  Robert Jordan. Er wurde erstmals 2003 als Crossroads of Twilight veröffentlicht. Auf Deutsch ist der Roman in zwei Teilen, Pfade ins Zwielicht und Die weiße Burg, in der Übersetzung durch Andreas Decker 2003 bei Heyne erschienen. Eine Gesamtübersetzung unter dem Titel Zwielichtige Pfade erschien 2015 bei Piper.
Nach seiner Veröffentlichung stieg der Roman sofort auf Platz 1 der Bestsellerliste der New York Times für Hardcover-Belletistik auf, damit war er der dritte Das Rad der Zeit-Teil, der dies schaffte. Er blieb für die nächsten drei Monate auf der Liste.
Viele der Ereignisse in Zwielichtige Pfade finden gleichzeitig mit den Ereignissen des vorherigen Buches In den Klauen des Winters statt.

## Vor der Veröffentlichung
Der Prolog von Zwielichtige Pfade mit dem Titel „Glimmers of the Pattern“ wurde zuerst von Simon & Schuster am 17. Juli 2002 als E-Book verkauft, sechs Monate vor der physischen Veröffentlichung des eigentlichen  Buches.

## Handlung
Perrin Aybara versucht weiterhin, seine Frau Faile Bashere zu retten, die von den Shaido Aiel entführt wurde, und foltert Gefangene, um Informationen zu erhalten. Außerdem wird Perrin mit dem Vorschlag einer Allianz mit den Seanchanern angesprochen, um die Shaido zu besiegen. Mat Cauthon versucht weiterhin, dem Territorium der Seanchaner zu entkommen, während er Tuon Athaem Kore Paendrag, der Erbin der Führung der Seanchaner, den Hof macht. Dabei entdeckt Mat, dass Tuon eine „Sul'dam“ ist und ihm beigebracht werden kann, die Eine Macht zu kanalisieren. Elayne Trakand versucht weiterhin, ihren Einfluss auf den Löwenthron von Andor zu festigen. Es zeigt sich, dass sie Zwillinge erwartet; aber die Identität des Vaters (Rand) wird vor anderen geheim gehalten. Rand al'Thor schickt Davram Bashere, Logain Ablar und Loial los, um einen Waffenstillstand mit den Seanchanern auszuhandeln. Sie kehren am Ende des Buches zurück, um ihm mitzuteilen, dass die Seanchaner den Waffenstillstand akzeptiert haben, aber die Anwesenheit des wiedergeborenen Drachen verlangen, um sich mit der Tochter der Neun Monde zu treffen. Egwene al'Vere führt die Belagerung von Tar Valon an; aber sie wird von Agenten der Weißen Burg entführt.

## Ausgaben
- Crossroads of Twilight. Tor, 2003, ISBN 0-312-86459-0.
  - Pfade ins Zwielicht. Heyne, 2003, ISBN 3-453-87060-3.
  - Die weiße Burg. Heyne, 2003, ISBN 3-453-87074-3.
  - Gesamtübersetzung: Zwielichtige Pfade. Piper, 2015, ISBN 978-3-492-70292-8.